# Morti nel 1708
| Questa pagina contiene informazioni ricavate automaticamente dalle voci biografiche con l'ausilio del template Bio e di un bot. L'aggiornamento è periodico e automatico e ricostruisce completamente la pagina. Se manca una persona in questa lista, sei pregato di non aggiungerla, ma accertati piuttosto che la sua voce biografica contenga il template Bio e che i dati anagrafici siano correttamente compilati. Se il template Bio manca, inseriscilo tu stesso o, in alternativa, metti l'avviso {{tmp\|Bio}} che ne segnala la mancanza. Se i dati riportati sono sbagliati, correggi direttamente la voce biografica; le modifiche saranno visibili in questa lista entro pochi giorni. Per chiarimenti vedi il progetto biografie. La lista contiene solo le 85 persone che sono citate nell'enciclopedia e per le quali è stato implementato correttamente il template Bio. Pagina aggiornata al 26 feb 2025. |

## Gennaio(3)
- 3 gennaio - Isabella Martinengo, nobile italiana (n. 1611)
- 21 gennaio - Pedro Portocarrero y Guzmán, patriarca cattolico spagnolo (n. 1640)
- 24 gennaio - Federico II d'Assia-Homburg, nobile tedesco (n. 1633)

## Febbraio(2)
- 19 febbraio - Gregorio Messere, filosofo, poeta e filologo italiano (n. 1636)
- 26 febbraio - Georges Focus, incisore, pittore e disegnatore francese

## Marzo(3)
- 3 marzo - Sigismondo Carlo Castelbarco, vescovo cattolico italiano (n. 1661)
- 8 marzo - Carlo Antonio Carlone, architetto italiano (n. 1635)
- 18 marzo - Luigi Ruzzini, vescovo cattolico italiano (n. 1658)

## Aprile(6)
- 5 aprile - Cristiano Enrico di Brandeburgo-Kulmbach, nobile tedesco (n. 1661)
- 8 aprile - Francesco Nerli il Giovane, cardinale e arcivescovo cattolico italiano (n. 1636)
- 13 aprile - Giovanni Ventura Borghesi, pittore e architetto italiano (n. 1640)
- 19 aprile - Angela Teresa Muratori, artista e musicista italiana (n. 1661)
- 20 aprile - Damaris Cudworth Masham, filosofa inglese (n. 1659)
- 23 aprile - Cristiano Augusto del Palatinato-Sulzbach, conte (n. 1622)

## Maggio(4)
- 6 maggio - François de Montmorency-Laval, vescovo cattolico francese (n. 1623)
- 11 maggio - Jules Hardouin Mansart, architetto francese (n. 1646)
- 12 maggio - Adolfo Federico II di Meclemburgo-Strelitz, nobile (n. 1658)
- 13 maggio - Giovanni Battista Draghi, compositore e organista italiano

## Giugno(5)
- 3 giugno - Elizabeth Hamilton, nobildonna scozzese (n. 1640)
- 22 giugno - Lodovico Adimari, poeta italiano (n. 1644)
- 27 giugno - Giovanni Veneroni, linguista, grammatico e lessicografo francese (n. 1642)
- 28 giugno - Melchor Liñán y Cisneros, arcivescovo cattolico spagnolo (n. 1629)
- 30 giugno - Cristiano Eberardo della Frisia orientale, principe (n. 1665)

## Luglio(5)
- 3 luglio - Francesco Fontana, architetto e ingegnere italiano (n. 1668)
- 3 luglio - Sipihr Shikoh, principe indiano (n. 1644)
- 5 luglio - Ferdinando Carlo di Gonzaga-Nevers, duca italiano (n. 1652)
- 13 luglio - Leopoldo Ignazio di Dietrichstein, nobile austriaco (n. 1660)
- 22 luglio - Claudio II Gonzaga, nobile italiano (n. 1644)

## Agosto(5)
- 5 agosto - Geneviève Boullogne, pittrice francese (n. 1645)
- 5 agosto - Jan Moninckx, pittore, disegnatore e decoratore olandese
- 12 agosto - Angelo Legrenzi, medico e scrittore italiano (n. 1643)
- 16 agosto - Michel Corneille il Giovane, pittore, incisore e insegnante francese (n. 1642)
- 24 agosto - Bartolomeo Olivieri, vescovo cattolico italiano (n. 1642)

## Settembre(3)
- 10 settembre - José Sarmiento y Valladares, spagnolo (n. 1643)
- 18 settembre - Bénigne Dauvergne de Saint-Mars, militare francese (n. 1616)
- 19 settembre - Barbara Villiers, nobildonna inglese (n. 1654)

## Ottobre(14)
- 1º ottobre - John Blow, organista e compositore inglese (n. 1649)
- 2 ottobre - Anne Jules di Noailles, generale francese (n. 1650)
- 7 ottobre - Guru Gobind Singh, indiano (n. 1666)
- 8 ottobre - Jacopo Antonio Morigia, cardinale e arcivescovo cattolico italiano (n. 1633)
- 9 ottobre - Olimpia Mancini, contessa (n. 1638)
- 10 ottobre - David Gregory, matematico e astronomo scozzese (n. 1659)
- 11 ottobre - Ehrenfried Walther von Tschirnhaus, matematico e inventore tedesco (n. 1651)
- 15 ottobre - Annibale Ludovico Faussone, politico italiano (n. 1649)
- 18 ottobre - Enrico Nassau, Lord Auverquerque, generale olandese (n. 1640)
- 22 ottobre - Cesare Pronti, pittore italiano (n. 1626)
- 22 ottobre - Herman Witsius, predicatore e teologo olandese (n. 1636)
- 24 ottobre - Kōwa Seki, matematico giapponese (n. 1642)
- 28 ottobre - Giorgio di Danimarca, nobile (n. 1653)
- 28 ottobre - Francesco Martinelli, architetto italiano (n. 1651)

## Novembre(6)
- 3 novembre - Enrichetta Caterina d'Orange, principessa (n. 1637)
- 13 novembre - Carlo di Lorena, conte di Marsan, nobile francese (n. 1648)
- 20 novembre - Giuseppe Fabbrini, compositore e organista italiano
- 20 novembre - Paul Strudel, pittore e scultore austriaco (n. 1648)
- 22 novembre - Filippo Notarbartolo Cipolla, principe (n. 1643)
- 22 novembre - Magnus Daniel Omeis, poeta e filosofo tedesco (n. 1646)

## Dicembre(7)
- 16 dicembre - Juan Ortega y Montañés, arcivescovo cattolico spagnolo (n. 1627)
- 20 dicembre - Willem van Bemmel, pittore, incisore e disegnatore olandese (n. 1630)
- 22 dicembre - Edvige Sofia di Svezia, sovrana svedese (n. 1681)
- 23 dicembre - Francesco Ferrari, pittore italiano (n. 1634)
- 24 dicembre - Tomas Pereira, presbitero, missionario e musicista portoghese (n. 1645)
- 27 dicembre - Johanna Eleonora De la Gardie, scrittrice e poetessa svedese (n. 1661)
- 28 dicembre - Joseph Pitton de Tournefort, botanico francese (n. 1656)

## Senza giorno specificato(22)
- Francisco Álvarez de Velasco y Zorrilla, poeta colombiano (n. 1647)
- Claude Amèline, teologo francese (n. 1635)
- Ludolf Bakhuizen, pittore olandese (n. 1631)
- Edward Brown, viaggiatore britannico (n. 1644)
- Francis Browne, IV visconte Montagu, nobile e politico inglese (n. 1638)
- Kondratij Afanas'evič Bulavin, rivoluzionario russo (n. 1660)
- Jacques Danican Philidor, musicista e compositore francese
- Moll Davis, cantante e attrice teatrale britannica
- Jacob Denys, pittore fiammingo (n. 1644)
- Henry Harper, orologiaio inglese
- Edmund Hickeringill, religioso e militare inglese (n. 1631)
- Jan van Kessel il Giovane, pittore fiammingo (n. 1654)
- Giuseppe Lanza, duca di Camastra, nobile, politico e militare italiano
- Antonio Maria Lavazza, liutaio italiano
- Antonio López de Ayala y Velasco, generale e politico spagnolo
- Nicolae Milescu, letterato e diplomatico moldavo (n. 1636)
- Francesco Picarelli, vescovo cattolico italiano (n. 1631)
- William Rittehouse, imprenditore tedesco (n. 1644)
- Rennequin Sualem, inventore belga (n. 1645)
- Orazio Talami, pittore italiano (n. 1624)
- Giovan Battista Trionfetti, naturalista italiano (n. 1656)
- John Yarwell, ottico inglese